# 히가시노지리역
히가시노지리역(일본어: 東野尻駅)은 일본 도야마현 도나미시에 위치한 서일본 여객철도 조하나 선의 철도역이다. 단선 승강장 1면 1선의 구조를 갖춘 지상역이다.

## 이용 현황
| 승차 인원 추이 | 승차 인원 추이 |
| 연도           | 1일 평균       |
| -------------- | -------------- |
| 2004           | 96             |
| 2005           | 94             |
| 2006           | 107            |
| 2007           | 121            |
| 2008           | 120            |
| 2009           | 108            |
| 2010           | 130            |
| 2011           | 132            |
| 2012           | 139            |
| 2013           | 135            |
| 2014           | 130            |

## 역 주변
- 국도 제359호선
- 호쿠리쿠 자동차도 도나미 나들목

## 역사
- 1951년 8월 10일 : 일본국유철도 조하나 선의 데마치 - 다카기 간에 신설 개업. 여객 영업만.
- 1987년 4월 1일 : 일본국유철도 분할 민영화에 의해, 서일본 여객철도가 승계.

## 인접 역
| 조하나 선            | 조하나 선   | 조하나 선          |
| -------------------- | ----------- | ------------------ |
| 도나미 다카오카 방면 | ■ 조하나 선 | 다카기 조하나 방면 |